# Psychomantis malayensis
Psychomantis malayensis är en bönsyrseart som beskrevs av Max Beier 1931. Psychomantis malayensis ingår i släktet Psychomantis och familjen Hymenopodidae. Inga underarter finns listade i Catalogue of Life.